# Blauherd

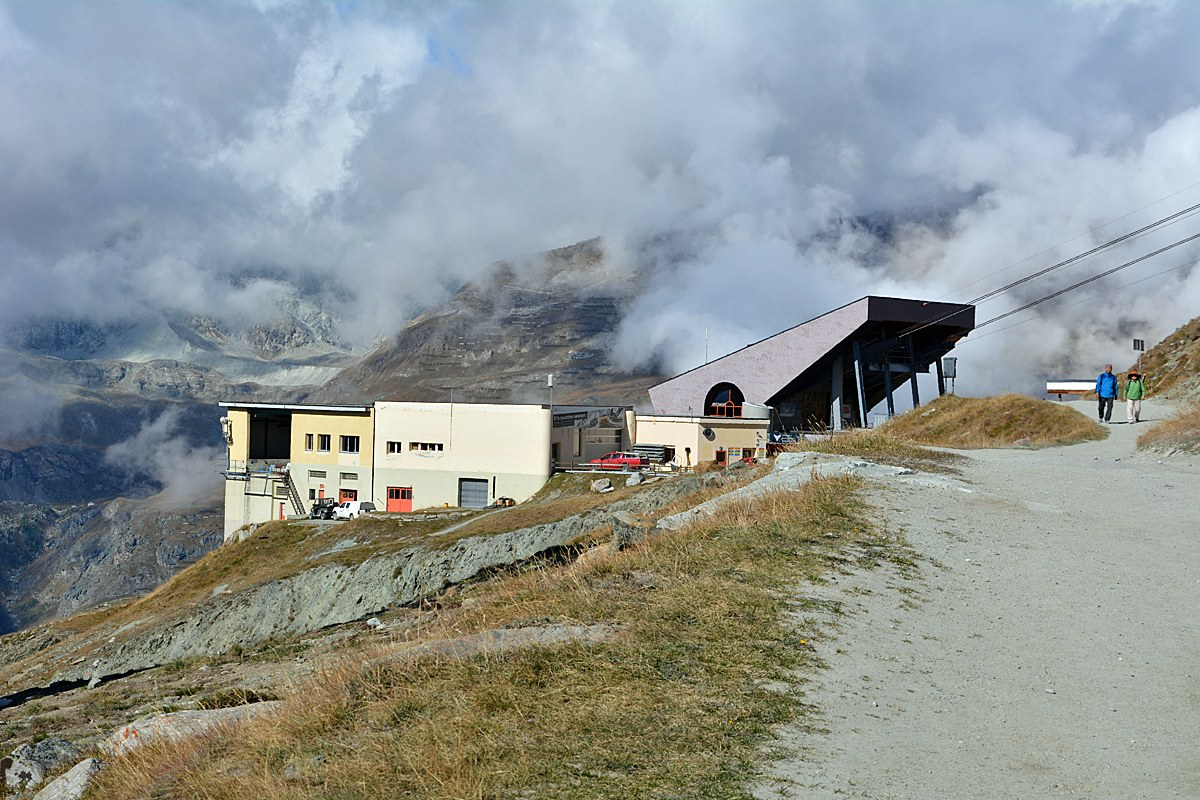
Station Blauherd

Blauherd ist eine Alp im Schweizer Kanton Wallis, die ungefähr 4 km östlich von Zermatt auf einer Höhe von 2580 m ü. M. liegt.

## Lage und Erschliessung
Blauherd liegt über der Baumgrenze auf einer Sonnenterrasse, welche auch die weiter unten liegende Alp Sunnegga beinhaltet. Östlich von Blauherd steigt das Gelände zum Unterrothorn erheblich an und die Vegetation nimmt stark ab. Blauherd zeichnet sich durch seine typischen Alpmatten mit zahlreichen geschützten Pflanzen aus. In der Nähe hat man einen Murmeltierlehrpfad eingerichtet, der Touristen die Lebensweise der Alpentiere näherbringen soll. Auf Blauherd und in unmittelbarer Nähe existiert eine grosse Population dieser Tiere.
Im Sommer ist Blauherd an das Wandernetz um Zermatt angeschlossen und im Winter an zahllose Pisten. Blauherd ist von Zermatt mit einer unterirdischen Standseilbahn (bis Sunnegga) und einer Gondelbahn erreichbar. Von Blauherd führt eine Panoramaseilbahn weiter auf das Unterrothorn. Blauherd  ist auch die Bergstation einer 6er-Sesselbahn von Gant (Verbindung mit dem Hohtälli) und einer weiteren Sesselbahn von Pattrullarve. Durch diese vier Bergbahnen ist Blauherd einer der wichtigsten Knotenpunkte im Skigebiet Zermatt.
Von Blauherd sieht man die Gipfel des Monte Rosa (nur die Gipfel, das Massiv wird vom Gornergrat verdeckt), das Matterhorn, die Dent Blanche und das Wallis. Die Mischabelgruppe sieht man von der Bergstation nicht, da sie vom Rothorn grösstenteils verdeckt ist.
Koordinaten: 46° 1′ 3″ N, 7° 47′ 12″ O; CH1903: 626954 / 96276